# Vossevangen
Vossevangen eller Vossavangen, ofte omtalt bare som Vangen, er en by der er administrationscenter i Voss kommune i Vestland fylke i Norge. Byen har 5.993 indbyggere (2012). Voss kirke, Vangskyrkja, ligger på Vossevangen.
Folk fra Voss kaldes vesser.
Vangsvatnet ligger ved Vossevangen. Jernbanen Bergensbanen har station i byen. Stationen ligger 56,5 meter over havet, og blev åbnet i 1883, da Vossebanen fra Bergen var fuldført, som det første skridt på vejen til en jernbaneforbindelse mellem Bergen og Oslo.
Som kommunens "tusindårssted" valgte man Vangskyrkja (Voss kirke), der er en stenkirke fra 1277, og det tilgrænsende Prestegardslandet (Præstegårdslandet) ved Vangsvandet - efter traditionen det sted, hvor Olav den hellige samlede vesserne til ting – og overtalte dem til at opgive asetroen og i stedet tro på Hvidekrist. Stenkorset, han fik rejst i 1023, står der endnu og kaldes "Olavskrossen".
Kirken var oprindeligt i træ, sandsynligvis en stavkirke; men i et kongebrev fra 1271 takker Magnus Lagabøte vesserne fordi de lyttede til hans far Håkon Håkonssons råd om at rejse en stenkirke.
På Vossevangen der vil jeg bo er en sang om Vossevangen.
Byen Skulestadmoen ligger lidt nord for Vossevangen, men er defineret som selvstændig by af Statistisk sentralbyrå.
- Vossevangen (Vossavangen) omkring 1890 med Voss kirke (Vangskyrkja) fra 1277. Vangsvatnet i baggrunden.
Foto: Axel Lindahl (1841–1906)
- Vangskyrkja på Vossevangen 
Foto: Bjarte Sørensen
- Vossevangsdalen i «Norge fremstillet i billeder» 1848 af Chr. Tønsberg.
- Vangsvatnet set fra Vossavangen
- Vangsgata i Vossavangen 
Foto: 2009